# Gianpietro Zappa
Gianpietro Zappa (* 11. Februar 1956; † 8. Mai 2005 in Lugano) war ein Schweizer Fussballspieler.
Zappa war Anfang der 1980er-Jahre Nationalspieler. In der Schweizer Fussballnationalmannschaft bestritt er insgesamt 23 Länderspiele und erzielte dabei drei Tore.
Zappa begann seine fussballerische Laufbahn beim FC Lugano. 1977 wechselte er zum FC Zürich, mit dem er 1981 Schweizer Meister wurde. Nach sieben Jahren verliess er Zürich und wechselte 1984 zu Lausanne-Sports und später wieder zu seinem Heimatverein nach Lugano. Hier beendete er im Juni 1989 seine Laufbahn und widmete sich der Leitung seines Sportfachgeschäfts.
Zappas Spezialität waren praktisch ansatzlose harte Schüsse und Freistösse aus einer Distanz von 20 bis 30 Metern.
Am 26. Juni 1980 wurde Gianpietro Zappa im Stade de Tourbillon in Sion während eines Meisterschaftsspiels von einer Bierflasche getroffen. Zappa erlitt eine Hirnerschütterung.
Gianpietro Zappa erlag am 8. Mai 2005 im Alter von 49 Jahren in einer Luganer Klinik einem Krebsleiden.